# 富成駅
富成駅（プソンえき、朝鮮語: 부성역）は朝鮮民主主義人民共和国慈江道熙川市にある駅で、満浦線に属する。 

## 歴史
- 1934年11月1日：開業[1]。

## 隣の駅
満浦線
妙香山駅 - 富成駅 - 熙川青年駅